# Козарско
Козарско е село в Южна България. То се намира в община Брацигово, област Пазарджик.

## География
Село Козарско е разположено на двата бряга на река Луда, която извира близо до село Жребичко. В района има ценни билки, както и шипки, къпини и дренки. В селото има земеделска производителна кооперация, оранжерия (60 дка) за целогодишно производство на краставици, опитна станция по тютюна (300 дка), два дървообработващи цеха, цех за козметика и мандра, които осигуряват работа на по-голямата част от трудоспособното население на селото. Друга част от местните хора работят в заводите в близките градове Брацигово и Пещера, като пътуват ежедневно.
Инфраструктурата на селото е добре развита – главните улици са асфалтирани; има и изградена канализация; осигурено е редовното питейно водоснабдяване от сондаж под Брацигово и от източник под Жребичко; в селото има няколко модерни магазина за хранителни стоки, два ресторанта. Повечето от дворовете се поливат с вода от реката, която се доставя чрез система от тръбопроводи и вади. Преобладават новите и добре уредени къщи. Телефонната централа е автоматична.

## История
В края на XVIII век, притеснени от албанските насилия, в Козарско се заселват българи от костурското село Омотско.
В историята на селото най-видно място намира 175-годишното училище „Васил Априлов“.
Сега училището е напълно разграбено и тъне в разруха. Селото е създадено много отдавна, през XV век, от един скитащ козар, който намира убежище под една скала, която е била на терирорията на днешното село, там той се устройва със своите кози и създава селото и неговото име.
Според свидетелства на посетили селото през 1861 година американски мисионери, то има 225 жители българи, училище и две кръчми.
По време на Априлското въстание (1876) козарчани се преместват в Брацигово, където участват в отбраната на Брациговския въстанически пункт. След като се връщат в селото, виждат, че турците са го опожарили напълно. Това е отбелязано от Константин Иречек, който минава през него в началото на 80-те години на XIX в. на път от Кричим за Пещера. На територията на днешното село Козарско, някога в древността са живели тракийските племена Беси, откъдето всъщност идва и наименованието на района – „Бесапарски ридове“, включващ в себе си селата Козарско, Бяга, Исперихово и част от село Жребичко. Край село Козарско в древността е минавал по стар каменен път и самият Александър Македонски със своята войска на път към древен Филипополис – днешен Пловдив.
На 15 октомври 1900 година в Козарско е основан клон на Пещерското дружество на Македоно-одринската организация с председател учителя Никола Лабов.

## Религии
В религиозно отношение преобладават православните християни, но има и малка група евангелисти. 
Черква в селото „Сретение Господне“ е построена през 1894 година. Храмът принадлежи на Пловдивска епархия на Българската православна църква. Всяка година храмовият празник на 2-ри февруари се отбелязва празнично

## Културни и природни забележителности
- Интерес представляват трите параклиса: „Свети Георги“, „Света Петка“ и „Свети Дух“.
- Водопод - на р. Луда

## Редовни събития
- Празникът на селото е 24 май. Отбелязва се в местността „Парка“ със съдействието на ловната дружинка.